# Гродзиско (холм, Краков)
Гродзи́ско (пол. Grodzisko) — холм в Кракове, находящийся на территории Белянско-Тынецкого ландшафтного парка в административном районе Дзельница VIII Дембники. Холм Гродзиско является самым западным Тынецкой холмистой системы. Высота холма составляет 282 метра над уровнем моря.

## История
На холме находятся следы долго существовавшего городища лужицкой культуры, который был обнаружен в начале XX века археологом Габриэлем Леньчиком. С холмом Гродзиско связана легенда о Вальгере Удалом и Гелигунде. Предполагается, что Гродзиско был собственность средневекового шляхетского рода Старжов-Топочиков.
Современная водно-болотная местность у подножия холма в начале XIX века была прудом под названием «Таньцуля», который в то время был популярным местом отдыха краковян. В 1850 году пруд был засыпан. В начале XX века земля около холма использовалась для сельскохозяйственных угодий; со временем с прекращением сельскохозяйственных работ, местность вокруг холма заросла лесом.

## Туризм
Через холм проходит туристический маршрут с началом в бенедиктинском аббатстве в Тыньце через холм Дужа-Ководжа, заповедник Сколчанка, холм Остра-Гуру и далее — берегом Вислы обратно до Бенедиктинского аббатства.